# Begoña Fernández Fernández
María Asunción Begoña Fernández Fernández (México, siglo XX) es una matemática mexicana especializada en teoría de probabilidades, procesos estocásticos y matemática financiera.

## Biografía
Fernández estudió matemáticas en la Facultad de Ciencias de la UNAM, graduándose en 1979. Obtuvo una maestría en estadística e investigación operativa en 1986 y completó su doctorado en el CINVESTAV en 1990.
Trabaja como profesora de matemáticas en la Universidad Nacional Autónoma de México (UNAM).

## Reconocimiento
Fernández es miembro de la Academia Mexicana de Ciencias.